# Amara Onwuka
Amara Onwuka (Wageningen, 30 juli 1975) is een Nederlandse weerpresentatrice. Ze is onder andere bekend van haar werk als weervrouw voor regionale zenders, RTL 4 en SBS6. De vader van Onwuka komt uit Nigeria en is Igbo, haar moeder komt uit Nederland. Ze studeerde in Utrecht aan de kunstacademie. In haar vrije tijd schildert ze. Ze heeft twee kinderen.

## Loopbaan

### Weervrouw
Onwuka kwam in 2006 in dienst van Meteo Consult in Wageningen. Ze presenteerde onder andere op de zenders Weerkanaal, RTV Noord-Holland, Omroep Brabant, Omroep Gelderland, RTV Utrecht en RTV Drenthe. Ook was ze regelmatig te zien op diverse internetsites, zoals Weer.nl.
Van 2013 tot maart 2019 was Onwuka te zien met het uitgebreide weerbericht na afloop van de RTL Nieuws en Editie NL uitzendingen. Begin 2019 werd aangekondigd dat ze de overstap zou maken naar Talpa Network en een nieuw weerprogramma zou gaan ontwikkelen met Dennis Wilt voor SBS6. Dit programma was gelieerd aan Weer.nl, destijds eveneens onderdeel van Talpa Network, maar verdween in de loop van 2023 van de buis toen de weersite werd verkocht. Hiermee verdwenen ook de meteorologen, waaronder Onwuka, van SBS6 waarna de nieuwslezers van Hart van Nederland zelf het weerbericht deelden. Bij SBS6 was Onwuka ook co-presentatrice van het televisieprogramma Green Makeover.
Sinds april 2024 is Amara teruggekeerd op televisie bij het RTL Weer. 

### Kandidate
In 2015 deed Onwuka mee aan Expeditie Robinson. Ze won de finale van Oscar Aerts en Anna Speller. In 2021 deed Onwuka mee aan de Videoland-editie van De Verraders en in 2024 aan het RTL 4-programma De Pappenheimers. Ook deed Onwuka in 2024 mee aan het RTL 4-programma Het perfecte plaatje.

## Trivia
In 2018 is een hortensia vernoemd naar Onwuka. De plant kreeg de naam Hydrangea macrophylla 'Amara’.